# 陸西星
陸西星（りく せいせい、1520年 - 1606年）は、明代の道教の人士であり、道教の内丹派東派を創始した人物。字は長庚、号は潜虚、別号は方壺外史。本貫は南直隸興化県。
若くして儒学を学び、秀才に挙げられた。その後9回も郷試を参加したが、及第できなかったため、儒学を捨てて道教を学び、呂洞賓を自称する人物から丹薬を作る秘訣を教授された。晩年には、さらに仏教を学んで参禅修養し、三教合一を実践した人物となった。
陸西星は主に内丹術を修練し、性命双修を提唱し、『方壺外史』『南華副墨』『道縁匯録』『賓翁自記』などの書を著した。近代の考証によると、小説の『封神演義』も彼の手によるものである。その説によると、陸西星は娘の嫁入り道具を調達するために、『封神演義』を書いて出版したところ、思いもかけず大儲けした。
陸西星は道教の内丹東派の祖師と仰がれたが、本人は正式に出家しておらず、道士になっていなかった。